# The Shield – Gesetz der Gewalt/Episodenliste
Diese Episodenliste enthält alle Episoden der US-amerikanischen Krimiserie The Shield – Gesetz der Gewalt, sortiert nach der US-amerikanischen Erstausstrahlung. Zwischen 2002 und 2008 entstanden in sieben Staffeln 88 Episoden mit einer Länge von jeweils etwa 42 Minuten.

## Übersicht
| Staffel | Episodenanzahl | Erstausstrahlung USA | Erstausstrahlung USA | Deutschsprachige Erstausstrahlung | Deutschsprachige Erstausstrahlung |
| Staffel | Episodenanzahl | Premiere             | Finale               | Premiere                          | Finale                            |
| ------- | -------------- | -------------------- | -------------------- | --------------------------------- | --------------------------------- |
| 1       | 13             | 12. März 2002        | 4. Juni 2002         | 4. August 2004                    | 27. Oktober 2004                  |
| 2       | 13             | 7. Januar 2003       | 1. April 2003        | 4. Februar 2006                   | 29. April 2006                    |
| 3       | 15             | 9. März 2004         | 8. Juni 2004         | 21. Oktober 2006                  | 27. Januar 2007                   |
| 4       | 13             | 15. März 2005        | 14. Juni 2005        | 3. November 2007                  | 26. Januar 2008                   |
| 5       | 11             | 10. Januar 2006      | 21. März 2006        | 2. August 2008                    | 11. Oktober 2008                  |
| 6       | 10             | 3. April 2007        | 5. Juni 2007         | 30. November 2009                 | 1. Februar 2010                   |
| 7       | 13             | 2. September 2008    | 25. November 2008    | 22. April 2011                    | 14. Juli 2011                     |

## Staffel 1
Die Erstausstrahlung der ersten Staffel war vom 12. März bis zum 4. Juni 2002 auf dem US-amerikanischen Sender FX zu sehen. Die deutschsprachige Erstausstrahlung war vom 4. August bis zum 27. Oktober 2004 auf dem deutschen Free-TV-Sender ProSieben zu sehen.
| Nr. (ges.) | Nr. (St.) | Deutscher Titel         | Originaltitel     | Erstausstrahlung USA | Deutschsprachige Erstausstrahlung (D) | Regie              | Drehbuch                                            |
| ---------- | --------- | ----------------------- | ----------------- | -------------------- | ------------------------------------- | ------------------ | --------------------------------------------------- |
| 1          | 1         | Der Verräter            | Pilot             | 12. März 2002        | 4. Aug. 2004                          | Clark Johnson      | Shawn Ryan                                          |
| 2          | 2         | Der letzte Schuss       | Our Gang          | 19. März 2002        | 11. Aug. 2004                         | Gary Fleder        | Shawn Ryan                                          |
| 3          | 3         | Der Tag der Haftbefehle | The Spread        | 26. März 2002        | 18. Aug. 2004                         | Clark Johnson      | Glen Mazzara                                        |
| 4          | 4         | Rapper-Krieg            | Dawg Days         | 2. Apr. 2002         | 25. Aug. 2004                         | Stephen Gyllenhaal | Kevin Arkadie                                       |
| 5          | 5         | Ein aufrechter Cop      | Blowback          | 9. Apr. 2002         | 1. Sep. 2004                          | Clark Johnson      | Kurt Sutter                                         |
| 6          | 6         | Kinderporno             | Cherrypoppers     | 16. Apr. 2002        | 8. Sep. 2004                          | D. J. Caruso       | Scott Rosenbaum                                     |
| 7          | 7         | Tödlicher Hass          | Pay in Pain       | 23. Apr. 2002        | 15. Sep. 2004                         | D. J. Caruso       | Shawn Ryan                                          |
| 8          | 8         | Amor und Speed          | Cupid & Psycho    | 30. Apr. 2002        | 22. Sep. 2004                         | Guy Ferland        | Glen Mazzara                                        |
| 9          | 9         | Die Falle               | Throwaway         | 7. Mai 2002          | 29. Sep. 2004                         | Leslie Libman      | Kevin Arkadie                                       |
| 10         | 10        | Der Held des Tages      | Dragonchasers     | 14. Mai 2002         | 6. Okt. 2004                          | Nick Gomez         | Scott Rosenbaum & Kurt Sutter                       |
| 11         | 11        | Rondells Ende           | Carnivores        | 21. Mai 2002         | 13. Okt. 2004                         | Scott Brazil       | Kevin Arkadie & Glen Mazzara Idee: James Manos, Jr. |
| 12         | 12        | Zwei Tage des Blutes    | Two Days of Blood | 28. Mai 2002         | 20. Okt. 2004                         | Guy Ferland        | Kurt Sutter & Scott Rosenbaum                       |
| 13         | 13        | Korruption              | Circles           | 4. Juni 2002         | 27. Okt. 2004                         | Scott Brazil       | Shawn Ryan                                          |

## Staffel 2
Die Erstausstrahlung der zweiten Staffel war vom 7. Januar bis zum 1. April 2003 auf dem US-amerikanischen Sender FX zu sehen. Die deutschsprachige Erstausstrahlung war vom 4. Februar bis zum 29. April 2006 auf dem deutschen Pay-TV-Sender AXN zu sehen.
| Nr. (ges.) | Nr. (St.) | Deutscher Titel          | Originaltitel    | Erstausstrahlung USA | Deutschsprachige Erstausstrahlung (D) | Regie            | Drehbuch                                           |
| ---------- | --------- | ------------------------ | ---------------- | -------------------- | ------------------------------------- | ---------------- | -------------------------------------------------- |
| 14         | 1         | Die Abmachung            | The Quick Fix    | 7. Jan. 2003         | 4. Feb. 2006                          | Scott Brazil     | Shawn Ryan & Glen Mazzara                          |
| 15         | 2         | Tote Soldaten            | Dead Soldiers    | 14. Jan. 2003        | 11. Feb. 2006                         | John Badham      | Kurt Sutter                                        |
| 16         | 3         | Partner                  | Partners         | 21. Jan. 2003        | 18. Feb. 2006                         | Guy Ferland      | Scott Rosenbaum                                    |
| 17         | 4         | Der Geldzug              | Carte Blanche    | 28. Jan. 2003        | 25. Feb. 2006                         | Peter Horton     | Reed Steiner                                       |
| 18         | 5         | Grünes Licht             | Greenlit         | 4. Feb. 2003         | 4. März 2006                          | Terrence O’Hara  | Kim Clements                                       |
| 19         | 6         | Zum Abschuss freigegeben | Homewrecker      | 11. Feb. 2003        | 11. März 2006                         | Scott Brazil     | Shawn Ryan & Glen Mazzara                          |
| 20         | 7         | Armadillos Schatten      | Barnstormers     | 18. Feb. 2003        | 18. März 2006                         | Scott Winant     | Scott Rosenbaum                                    |
| 21         | 8         | Narbengewebe             | Scar Tissue      | 25. Feb. 2003        | 25. März 2006                         | Paris Barclay    | Kurt Sutter                                        |
| 22         | 9         | Der Anfang               | Co-Pilot         | 4. März 2003         | 1. Apr. 2006                          | Peter Horton     | Shawn Ryan & Glen Mazzara                          |
| 23         | 10        | Gilroys Abgang           | Coyotes          | 11. März 2003        | 8. Apr. 2006                          | Davis Guggenheim | Reed Steiner                                       |
| 24         | 11        | Inferno                  | Inferno          | 18. März 2003        | 15. Apr. 2006                         | Brad Anderson    | Kim Clements Idee: James Manos, Jr. & Kim Clements |
| 25         | 12        | Wendepunkt               | Breakpoint       | 25. März 2003        | 22. Apr. 2006                         | Félix Alcalá     | Glen Mazzara                                       |
| 26         | 13        | Roulette                 | Dominoes Falling | 1. Apr. 2003         | 29. Apr. 2006                         | Scott Brazil     | Shawn Ryan                                         |

## Staffel 3
Die Erstausstrahlung der dritten Staffel war vom 9. März bis zum 15. Juni 2004 auf dem US-amerikanischen Sender FX zu sehen. Die deutschsprachige Erstausstrahlung war vom 21. Oktober 2006 bis zum 3. Februar 2007 auf dem deutschen Pay-TV-Sender AXN zu sehen.
| Nr. (ges.) | Nr. (St.) | Deutscher Titel         | Originaltitel    | Erstausstrahlung USA | Deutschsprachige Erstausstrahlung (D) | Regie           | Drehbuch                           |
| ---------- | --------- | ----------------------- | ---------------- | -------------------- | ------------------------------------- | --------------- | ---------------------------------- |
| 27         | 1         | Mit harten Bandagen     | Playing Tight    | 9. März 2004         | 21. Okt. 2006                         | Clark Johnson   | Shawn Ryan & Kurt Sutter           |
| 28         | 2         | Doppeltes Spiel         | Blood And Water  | 16. März 2004        | 28. Okt. 2006                         | Clark Johnson   | Charles H. Eglee & Kim Clements    |
| 29         | 3         | Die Nutten-Königin      | Bottom Bitch     | 23. März 2004        | 4. Nov. 2006                          | Scott Brazil    | Scott Rosenbaum & Adam E. Fierro   |
| 30         | 4         | Die Wette               | Streaks and Tips | 30. März 2004        | 11. Nov. 2006                         | Scott Brazil    | Glen Mazzara                       |
| 31         | 5         | Markierte Scheine       | Mum              | 6. Apr. 2004         | 18. Nov. 2006                         | Nick Gomez      | Kurt Sutter & Shawn Ryan           |
| 32         | 6         | Bestialischer Mord      | Posse Up         | 13. Apr. 2004        | 25. Nov. 2006                         | Félix Alcalá    | Kim Clements & Charles H. Eglee    |
| 33         | 7         | Der Safe                | Safe             | 20. Apr. 2004        | 2. Dez. 2006                          | Peter Horton    | Adam E. Fierro                     |
| 34         | 8         | Der Maulwurf            | Cracking Ice     | 27. Apr. 2004        | 9. Dez. 2006                          | Guy Ferland     | Charles H. Eglee & Diego Gutierrez |
| 35         | 9         | Lynch-Mord              | Slipknot         | 4. Mai 2004          | 23. Dez. 2006                         | Michael Chiklis | Kurt Sutter                        |
| 36         | 10        | Acevedas Rache          | What Power Is…   | 11. Mai 2004         | 30. Dez. 2006                         | Dean White      | Kim Clements                       |
| 37         | 11        | Undercover              | Strays           | 18. Mai 2004         | 6. Jan. 2007                          | David Mamet     | Glen Mazzara                       |
| 38         | 12        | Koreatown               | Riceburner       | 25. Mai 2004         | 13. Jan. 2007                         | Scott Brazil    | Adam E. Fierro & Scott Rosenbaum   |
| 39         | 13        | Der Tod des Sündenbocks | Fire in the Hole | 1. Juni 2004         | 20. Jan. 2007                         | Guy Ferland     | Kurt Sutter & Charles H. Eglee     |
| 40         | 14        | Verbranntes Geld        | All In           | 8. Juni 2004         | 27. Jan. 2007                         | Stephen Kay     | Scott Rosenbaum                    |
| 41         | 15        | Die Zerreissprobe       | On Tilt          | 8. Juni 2004         | 27. Jan. 2007                         | Scott Brazil    | Shawn Ryan & Glen Mazzara          |

## Staffel 4
Die Erstausstrahlung der vierten Staffel war vom 15. März bis zum 14. Juni 2005 auf dem US-amerikanischen Sender FX zu sehen. Die deutschsprachige Erstausstrahlung war vom 3. November 2007 bis zum 26. Januar 2008 auf dem deutschen Pay-TV-Sender AXN zu sehen.
| Nr. (ges.) | Nr. (St.) | Deutscher Titel         | Originaltitel      | Erstausstrahlung USA | Deutschsprachige Erstausstrahlung (D) | Regie              | Drehbuch                                                               |
| ---------- | --------- | ----------------------- | ------------------ | -------------------- | ------------------------------------- | ------------------ | ---------------------------------------------------------------------- |
| 42         | 1         | Der Neuanfang           | The Cure           | 15. März 2005        | 3. Nov. 2007                          | Scott Brazil       | Glen Mazzara                                                           |
| 43         | 2         | Offene Rechnungen       | Grave              | 22. März 2005        | 10. Nov. 2007                         | Paris Barclay      | Kurt Sutter                                                            |
| 44         | 3         | Die Harte Tour          | Bang               | 29. März 2005        | 17. Nov. 2007                         | Guy Ferland        | Scott Rosenbaum                                                        |
| 45         | 4         | Auf Bewährung           | Doghouse           | 5. Apr. 2005         | 24. Nov. 2007                         | Dean White         | Adam E. Fierro                                                         |
| 46         | 5         | Die Falle schnappt zu   | Tar Baby           | 12. Apr. 2005        | 1. Dez. 2007                          | Guy Ferland        | Charles H. Eglee                                                       |
| 47         | 6         | Zweifel                 | Insurgents         | 19. Apr. 2005        | 8. Dez. 2007                          | Vondie Curtis-Hall | Elizabeth Craft & Sarah Fain                                           |
| 48         | 7         | Das Tauschgeschäft      | Hurt               | 26. Apr. 2005        | 15. Dez. 2007                         | Nick Gomez         | Scott Rosenbaum & Lia L. Langworthy                                    |
| 49         | 8         | Die undichte Stelle     | Cut Throat         | 3. Mai 2005          | 22. Dez. 2007                         | Dean White         | Jennifer R. Richmond & Glen Mazzara Idee: Randy Huggins & Glen Mazzara |
| 50         | 9         | Polizistenmord          | String Theory      | 17. Mai 2005         | 29. Dez. 2007                         | Philip G. Atwell   | Charles H. Eglee & Shawn Ryan                                          |
| 51         | 10        | Fast die ganze Wahrheit | Back in the Hole   | 24. Mai 2005         | 5. Jan. 2008                          | Scott Brazil       | Elizabeth Craft & Sarah Fain Idee: Shawn Ryan                          |
| 52         | 11        | Ein feiger Versager     | A Thousand Deaths  | 31. Mai 2005         | 12. Jan. 2008                         | Stephen Kay        | Adam E. Fierro Idee: Shawn Ryan                                        |
| 53         | 12        | Judas                   | Judas Priest       | 7. Juni 2005         | 19. Jan. 2008                         | David Von Ancken   | Kurt Sutter & Scott Rosenbaum Idee: Kurt Sutter & Charles H. Eglee     |
| 54         | 13        | Fehleinschätzung        | Ain’t That a Shame | 14. Juni 2005        | 26. Jan. 2008                         | Stephen Kay        | Shawn Ryan & Glen Mazzara Idee: Shawn Ryan & Kurt Sutter               |

## Staffel 5
Die Erstausstrahlung der fünften Staffel war vom 10. Januar bis zum 21. März 2006 auf dem US-amerikanischen Sender FX zu sehen. Die deutschsprachige Erstausstrahlung war vom 2. August bis zum 11. Oktober 2008 auf dem deutschen Pay-TV-Sender AXN zu sehen.
| Nr. (ges.) | Nr. (St.) | Deutscher Titel     | Originaltitel   | Erstausstrahlung USA | Deutschsprachige Erstausstrahlung (D) | Regie                 | Drehbuch                                   |
| ---------- | --------- | ------------------- | --------------- | -------------------- | ------------------------------------- | --------------------- | ------------------------------------------ |
| 55         | 1         | Die Killeruhr       | Extraction      | 10. Jan. 2006        | 2. Aug. 2008                          | D. J. Caruso          | Kurt Sutter                                |
| 56         | 2         | Das Böse            | Enemy of Good   | 17. Jan. 2006        | 9. Aug. 2008                          | Guy Ferland           | Charles H. Eglee & Adam E. Fierro          |
| 57         | 3         | Kinderhandel        | Jailbait        | 24. Jan. 2006        | 16. Aug. 2008                         | Stephen Kay           | Scott Rosenbaum & Glen Mazzara             |
| 58         | 4         | Verrat an Mackey    | Tapa Boca       | 31. Jan. 2006        | 23. Aug. 2008                         | Guy Ferland           | Elizabeth Craft & Sarah Fain               |
| 59         | 5         | Zugriff             | Trophy          | 7. Feb. 2006         | 30. Aug. 2008                         | Philip G. Atwell      | Kurt Sutter, Renee Palyo & Tony Soltis     |
| 60         | 6         | Unter Druck         | Rap Payback     | 14. Feb. 2006        | 6. Sep. 2008                          | Michael Chiklis       | Charles H. Eglee & Ted Griffin             |
| 61         | 7         | Task Force          | Man Inside      | 21. Feb. 2006        | 13. Sep. 2008                         | Dean White            | Adam E. Fierro & Emily Lewis               |
| 62         | 8         | Die Schwachstelle   | Kavanaugh       | 28. Feb. 2006        | 20. Sep. 2008                         | D. J. Caruso          | Shawn Ryan & Scott Rosenbaum               |
| 63         | 9         | Zugedröhnt          | Smoked          | 7. März 2006         | 27. Sep. 2008                         | Dean White            | Sarah Fain, Elizabeth Craft & Glen Mazzara |
| 64         | 10        | Deal mit dem Teufel | Of Mice and Lem | 14. März 2006        | 4. Okt. 2008                          | Gwyneth Horder-Payton | Charles H. Eglee & Kurt Sutter             |
| 65         | 11        | Grenzgänger         | Post Partum     | 21. März 2006        | 11. Okt. 2008                         | Stephen Kay           | Adam E. Fierro & Shawn Ryan                |

## Staffel 6
Die Erstausstrahlung der sechsten Staffel war vom 3. April bis zum 5. Juni 2007 auf dem US-amerikanischen Sender FX zu sehen. Die deutschsprachige Erstausstrahlung war vom 30. November 2009 bis zum 1. Februar 2010 auf dem deutschen Pay-TV-Sender AXN zu sehen.
| Nr. (ges.) | Nr. (St.) | Deutscher Titel       | Originaltitel         | Erstausstrahlung USA | Deutschsprachige Erstausstrahlung (D) | Regie                 | Drehbuch                                     |
| ---------- | --------- | --------------------- | --------------------- | -------------------- | ------------------------------------- | --------------------- | -------------------------------------------- |
| 66         | 1         | Neue Spielregeln      | On the Jones          | 3. Apr. 2007         | 30. Nov. 2009                         | Michael Fields        | Kurt Sutter                                  |
| 67         | 2         | Die Feuertaufe        | Baptism by Fire       | 10. Apr. 2007        | 7. Dez. 2009                          | Guy Ferland           | Scott Rosenbaum                              |
| 68         | 3         | Guardo                | Back to One           | 17. Apr. 2007        | 14. Dez. 2009                         | Gwyneth Horder-Payton | Adam E. Fierro                               |
| 69         | 4         | Der Neue              | The New Guy           | 24. Apr. 2007        | 21. Dez. 2009                         | Clark Johnson         | Sarah Fain & Elizabeth Craft                 |
| 70         | 5         | Das Geständnis        | Haunts                | 1. Mai 2007          | 28. Dez. 2009                         | Michael Chiklis       | Glen Mazzara & Charles H. Eglee              |
| 71         | 6         | Jagd auf Gespenster   | Chasing Ghosts        | 8. Mai 2007          | 4. Jan. 2010                          | Frank Darabont        | Shawn Ryan & Adam E. Fierro                  |
| 72         | 7         | Ausgestoßen           | Exiled                | 15. Mai 2007         | 11. Jan. 2010                         | Dean White            | Scott Rosenbaum & Kurt Sutter                |
| 73         | 8         | Die Tochter des Paten | The Math of the Wrath | 22. Mai 2007         | 18. Jan. 2010                         | Rohn Schmidt          | Charles H. Eglee                             |
| 74         | 9         | Rückschlag            | Recoil                | 29. Mai 2007         | 25. Jan. 2010                         | Guy Ferland           | Sarah Fain, Elizabeth Craft & Adam E. Fierro |
| 75         | 10        | Jeder gegen jeden     | Spanish Practices     | 5. Juni 2007         | 1. Feb. 2010                          | Paris Barclay         | Shawn Ryan & Scott Rosenbaum                 |

## Staffel 7
Die Erstausstrahlung der siebten Staffel war vom 2. September bis zum 25. November 2008 auf dem US-amerikanischen Sender FX zu sehen. Die deutschsprachige Erstausstrahlung lief vom 22. April bis 14. Juli 2011 auf dem deutschen Pay-TV-Sender AXN.
| Nr. (ges.) | Nr. (St.) | Deutscher Titel     | Originaltitel        | Erstausstrahlung USA | Deutschsprachige Erstausstrahlung (D) | Regie                 | Drehbuch                               |
| ---------- | --------- | ------------------- | -------------------- | -------------------- | ------------------------------------- | --------------------- | -------------------------------------- |
| 76         | 1         | Machtpoker          | Coefficient of Drag  | 2. Sep. 2008         | 22. Apr. 2011                         | Guy Ferland           | Kurt Sutter                            |
| 77         | 2         | Die Top-Ten         | Snitch               | 9. Sep. 2008         | 4. Mai 2011                           | Gwyneth Horder-Payton | Gary Lennon                            |
| 78         | 3         | Schatten des Geldes | Money Shot           | 16. Sep. 2008        | 11. Mai 2011                          | Terrence O’Hara       | Adam E. Fierro                         |
| 79         | 4         | Genozid             | Genocide             | 23. Sep. 2008        | 18. Mai 2011                          | Dean White            | Lisa Randolph                          |
| 80         | 5         | Olivias Geständnis  | Game Face            | 30. Sep. 2008        | 25. Mai 2011                          | Michael Chiklis       | Charles H. Eglee                       |
| 81         | 6         | Ein Problem weniger | Animal Control       | 7. Okt. 2008         | 1. Juni 2011                          | Gwyneth Horder-Payton | John Hlavin & Angela Russo             |
| 82         | 7         | Dreckiges Spiel     | Bitches Brew         | 14. Okt. 2008        | 8. Juni 2011                          | Stephen Kay           | Charles H. Eglee & Elizabeth A. Hansen |
| 83         | 8         | Vatermord           | Parricide            | 21. Okt. 2008        | 15. Juni 2011                         | Guy Ferland           | Kurt Sutter & Gary Lennon              |
| 84         | 9         | Umzugstag           | Moving Day           | 28. Okt. 2008        | 22. Juni 2011                         | Rohn Schmidt          | Adam E. Fierro & Lisa Randolph         |
| 85         | 10        | Kopfgeld            | Party Line           | 4. Nov. 2008         | 29. Juni 2011                         | Gwyneth Horder-Payton | Angela Russo & John Hlavin             |
| 86         | 11        | Portokasse          | Petty Cash           | 11. Nov. 2008        | 6. Juli 2011                          | Craig Brewer          | Charles H. Eglee & Jameal Turner       |
| 87         | 12        | Kuhhandel           | Possible Kill Screen | 18. Nov. 2008        | 14. Juli 2011                         | Billy Gierhart        | Adam E. Fierro & Evan Bleiweiss        |
| 88         | 13        | Ohne Ausweg         | Family Meeting       | 25. Nov. 2008        | 14. Juli 2011                         | Clark Johnson         | Shawn Ryan                             |